# Приключения пса Цивиля
«Приключения пса Цивиля» (пол. Przygody psa Cywila) — польский телевизионный приключенческий сериал с элементами комедии, вышедший на экран в 1971 году. Демонстрировался в СССР Центральным телевидением.

## Сюжет
В милицейском питомнике служебных собак появился на свет лишний, сверхнормативный щенок немецкой овчарки. Таких обычно усыпляют, но этого щенка пощадили, отдали в детский дом. Новое жилье псу не пришлось по душе, он сбежал и вернулся в питомник. Здесь кинолог сержант Вальчак уговорил начальство отдать «лишнего» ему на воспитание (у Вальчака недавно погибла его служебная собака). Собаку назвали Цивиль — «штатский». Обучение Цивиля далось нелегко, да и дальнейшая его милицейская служба оказалась полна испытаний и необычных приключений.

## Список серий
1. Трудное детство (Trudne dzieciństwo)
2. Экзамен экстерном (Eksternista)
3. Погоня (Pościg)
4. Через границу (Przez granicę)
5. Беглецы (Zbiegowie)
6. В пуще (W puszczy)
7. Эхо войны (Niewypały)

## Роли и исполнители
- Кшиштоф Литвин — сержант Вальчак
- Эльжбета Борковска — медсестра
- Войцех Покора — поручик Зубек
- Хенрик Бонк — начальник кинологического центра
- Зофия Червиньска — секретарша начальника
- Юзеф Перацкий — ветеринар

## Награды
- 1972 — премия Комитета по делам радио и телевидения Кшиштофу Шмагеру.
- 1973 — приз детского жюри фестиваля детских фильмов в Познани присужден Кшиштофу Шмагеру.